# Тиодор (Алабама)
Тиодор (енгл. Theodore) насељено је место без административног статуса у америчкој савезној држави Алабама.

## Демографија
По попису из 2010. године број становника је 6.130, што је 681 (-10,0%) становника мање него 2000. године.
| Група             | 2000.         | 2010.         |
| Белци             | 4.786 (70,3%) | 4.769 (77,8%) |
| Афроамериканци    | 1.742 (25,6%) | 817 (13,3%)   |
| Азијати           | 88 (1,3%)     | 150 (2,4%)    |
| Хиспаноамериканци | 94 (1,4%)     | 198 (3,2%)    |
| Укупно            | 6.811         | 6.130         |